# Estevan
Pour les articles homonymes, voir Estevan (homonymie).
Estevan est une municipalité du Sud-Est de la Saskatchewan, la huitième de la province par le nombre d'habitants, avec 10 851 habitants en 2021. Elle borde la rivière Souris. La localité est constituée en municipalité en 1899, 5 ans après l'arrivée du chemin de fer Soo. L'exploitation de la mine d'Estevan fourni du lignite qui alimente depuis 1930 des centrales électriques. Celles-ci produisent une grande part de l'électricité de la province. L'économie bénéficie aussi de l'exploitation des gisements pétroliers et gaziers de la région.

## Histoire
Dans les années 1730, lors des explorations de La Vérendrye et de ses fils, la région est peuplée par des Mandans, tandis que Lewis et Clark lors de leur expédition de 1805 y rencontrent des Assiniboines. En 1873, la commission britanno-américaine de fixation de la frontière établi sur le site de la future Estevan un camp cartographique. En 1894, le chemin de fer Soo reliant  Minneapolis-Saint Paul à Moose Jaw arrive à Estevan. La municipalité est fondée en 1899 avec le statut de village, dès 1906, elle obtient le statut de ville. Les mines de charbon permettent d'alimenter des centrales électriques : celle d'Estevan mise en service en 1930, celle de Boundary dam dont les différentes tranches entrent en fonctionnement entre 1957 et 1970 et enfin, la centrale de Shand qui s'ajoute en 1992. Au milieu des années 1950, l'exploitation pétrolière se développe dans la région,.

## Situation
À vol d'oiseau, Estevan se situe à  190 km au sud-est de Régina mais seulement 15 km au nord de la frontière du Dakota du Nord (États-Unis). La ville s'établit entre 540 m et 580 m d'altitude, sur une superficie de 18,3 km2. C'est un carrefour à la croisée des routes provinciales 47 (vers Melville au nord et vers la frontière du Dakota du Nord au sud), 18 (qui longe la frontière internationale) et 39 (vers Weyburn et Moose Jaw au nord-ouest et la frontière du Dakota du Nord au sud-est). Le territoire municipal de la ville d'Estevan est enclavée au centre de la municipalité rurale homonyme d'Estevan n°5. Du point de vue hydrographique, la ville borde la rive nord de la rivière Souris à sa confluence avec la rivière Long,,.

## Économie
L'économie de la ville est portée par l'exploitation des hydrocarbures : charbon. pétrole et gaz naturel. Les mines de charbon de Shand et de Boundary Dam alimentent leur deux centrales électriques, qui fournissent 50% de l'électricité de la province.

## Administration
| 1985-1988      | 1988-1994       | 1994-2000  | 2000-2003       |
| -------------- | --------------- | ---------- | --------------- |
| Bernie Collins | John Empey      | John Len   | Tim Perry       |
| ,              | ,               | [ 8 ]      | [ 9 ]           |
| 2003-2005      | 2005-2012       | 2012-2024  | 2024-2028       |
| John Empey     | Gary Saint-Onge | Roy Ludwig | Anthony Sernick |
| [ 10 ]         | ,               | ,          | [ 12 ]          |

## Démographie
Au recensement de 2021, la municipalité urbaine d'Estevan compte 10 851 habitants sur 18,3 km2 tandis que la municipalité rurale en compte 1279 sur 772 km2.  L'agglomération de recensement regroupe outre les municipalités urbaine et rurale d'Estevan, la municipalité de Bienfait mais pas celle de Roche Percée. Elle compte 12 798 habitants.
| 1961  | 1966  | 1971  | 1976  | 1981  |
| ----- | ----- | ----- | ----- | ----- |
| 7 728 | 9 062 | 9 150 | 8 847 | 9 174 |

| 1986   | 1991   | 1996   | 2001   | 2006   |
| ------ | ------ | ------ | ------ | ------ |
| 10 161 | 10 240 | 10 752 | 10 242 | 10 084 |

| 2011   | 2016   | 2021   | - | - |
| ------ | ------ | ------ | - | - |
| 11 054 | 11 483 | 10 851 | - | - |

## Personnalités
- Blair Atcheynum (1969- ) :  hockeyeur sur glace, né à Estevan ;
- Dave Batters (1969-2009) : homme politique canadien, né à Estevan ;
- John Otho Chapman (1931-2011) : homme politique saskatchewanais ;
- Hjalmar Reinhold Dahlman (1909-1993) : homme politique saskatchewanais, né à Estevan ;
- Kimbi Daniels (1972- ) : hockeyeur sur glace, né à Estevan ;
- Ana Egge (1976- ) : chanteuse folk, née à Estevan[19] ;
- Tanner Jeannot (1997- ) : hockeyeur sur glace, né à Estevan ;
- Todd Kerns (1967- ) : musicien hard rock et heavy métal, né à Estevan ;
- Eli Mandel (1922-1992) : écrivain, né à Estevan ;
- Fred Mandel (1953- ) : musicien, claviériste et guitariste, né à Estevan ;
- Brayden Pachal (1999- ) : hockeyeur sur glace, né à Estevan, ancien joueur de l'équipe des Bruins d'Estevan ;
- Andy Shauf (1987- ) : chanteur multi-instrumentiste et auteur-compositeur ayant grandi à Estevan.